# Catagramma ornata
Catagramma ornata är en fjärilsart som beskrevs av Talbot 1928. Catagramma ornata ingår i släktet Catagramma och familjen praktfjärilar. Inga underarter finns listade i Catalogue of Life.